# La parola che uccide (film 1914)
La parola che uccide è un film del 1914 diretto da Augusto Genina.